# Cascate di Stieber
Le cascate di Stieber (Stieber Wasserfall in tedesco) si trovano nei pressi di Moso in Passiria, in  Val Passiria.

## Descrizione

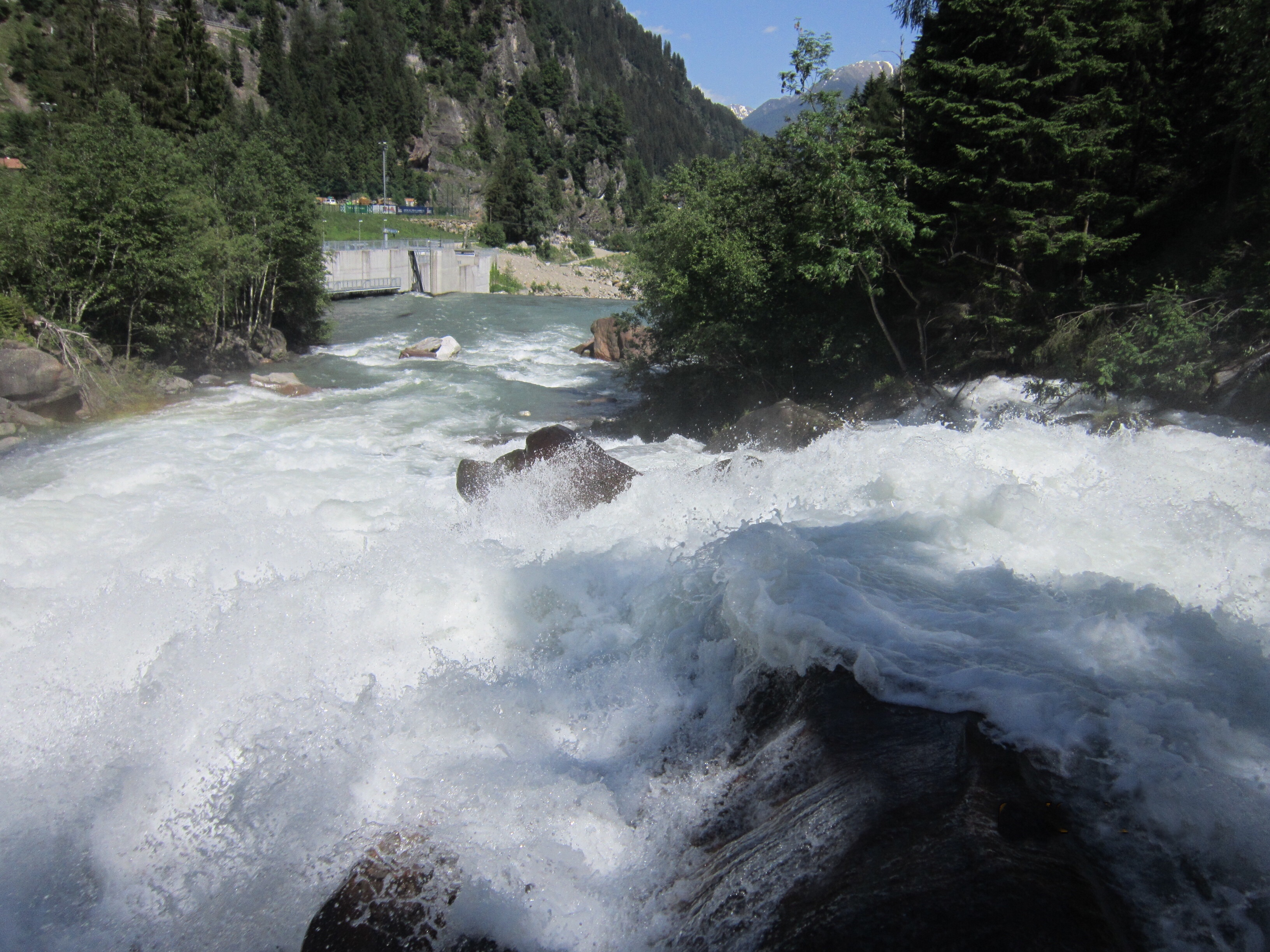
La parte finale delle cascate

Le cascate sono accessibili seguendo la strada che conduce alla località Plan (Pfelders), dove già dal ponte si possono ammirare. In tale località il torrente Pfelderer affronta due cascate, la prima di 19 e la seconda di 18 metri fino a raggiungere infine il rio Passirio.
Il burrone si creò nell'arco di alcuni millenni grazie al continuo lavoro di erosione prodotto dal rio Pfelderer. Questo burrone affascina in modo particolare non tanto per la presenza delle cascate ma anche per le sue rocce che sporgono dal rio, le buche di vortici e le eliche battute nel gneiss.